# Zohar (cràter)
Zohar és un cràter sobre la superfície de (951) Gaspra, situat amb el sistema de coordenades planetocèntriques a 23 ° de latitud nord i 118 ° de longitud est. Fa un diàmetre de 0.4 km. El nom va ser fet oficial per la UAI l'any 1994 i fa referència a Zohar, una ciutat a Israel amb balneari.